# Cantón de Vichy-Norte
El cantón de Vichy-Norte era una división administrativa francesa que estaba situada en el departamento de Allier y la región de Auvernia.

## Composición
El cantón estaba formado por una fracción de la comuna de Vichy.

## Supresión del cantón de Vichy-Norte
En aplicación del Decreto n.º 2014-265, de 27 de febrero de 2014, el cantón de Vichy-Norte fue suprimido el 22 de marzo de 2015 y la fracción de la comuna que lo componía pasó a formar parte del nuevo cantón de Vichy-1.